# Platamus sharpi
Platamus sharpi is een keversoort uit de familie spitshalskevers (Silvanidae). De wetenschappelijke naam van de soort werd in 1930 gepubliceerd door Alfred Hetschko.